# Marc Cohn
Marc Craig Cohn, född 5 juli 1959 i Cleveland, Ohio, är en amerikansk singer-songwriter. Han är mest känd för sin låt "Walking in Memphis" från 1991 som 1995 även blev en hit för Cher. 2005 blev Cohn skjuten i huvudet, men överlevde.
Den 20 juli 2002 gifte han sig med journalisten Elizabeth Vargas. De skilde sig i augusti 2014.

## Diskografi
Album
- 1991 – Marc Cohn
- 1993 – The Rainy Season
- 1998 – Burning the Daze
- 2005 – Marc Cohn Live 04/05
- 2006 – The Very Best of Marc Cohn
- 2007 – Join The Parade
- 2010 – Listening Booth: 1970
- 2016 – Careful What you Dream: Lost Songs and Rarities

### Fotnoter
1. ↑  Louis Smith Brady (28 juli 2002). ”Weddings: Vows; Elizabeth Vargas and Marc Cohn” (på engelska). New York Times. http://www.nytimes.com/2002/07/28/style/weddings-vows-elizabeth-vargas-and-marc-cohn.html. Läst 3 januari 2016.
2. ↑  Zayda Rivera (20 augusti 2014). ”Elizabeth Vargas, husband Marc Cohn divorcing after 12 years of marriage: report” (på engelska). New York Daily News. http://www.nydailynews.com/entertainment/gossip/elizabeth-vargas-marc-cohn-divorcing-report-article-1.1910646. Läst 3 januari 2016.